# نطق
النطق بالضم وسكون الطاء يطلق على النطق الخارجي وهو اللفظ وعلى النطق الداخلي الذي هو إدراك الكليات، وعلى مصدر ذلك الفعل وهو اللسان، وعلى مظهر هذا الانفعال أي الإدراك وهو النفس الناطقة.
قال صاحب بديع الميزان في بيان النسب ما حاصله أن المراد بالنطق في قولهم الإنسان حيوان ناطق هو القوة الموجودة في وجدان الإنسان التي ينتقش فيها المعاني ولا خفاء في أنها لا توجد في الببغاء والملائكة والجن لفقد الجنان في الجن والملائكة وفقد انتقاش المعاني في الببغاء.